# Club Handbol Sant Quirze
El Club Handbol Sant Quirze es un club de balonmano de la localidad de San Quirce del Vallés que fue fundado en 1953, que actualmente juega en la Primera Nacional. Es uno de los clubes con mejor base de España. En San Quirce, el primer equipo utiliza bastantes jugadores de la cantera lo cual promueve a acostumbrar a sus canteranos a jugar al máximo nivel y estar preparados para dar el gran salto a la actual Liga Plenitude Asobal.